# Ladeira do Jacaré

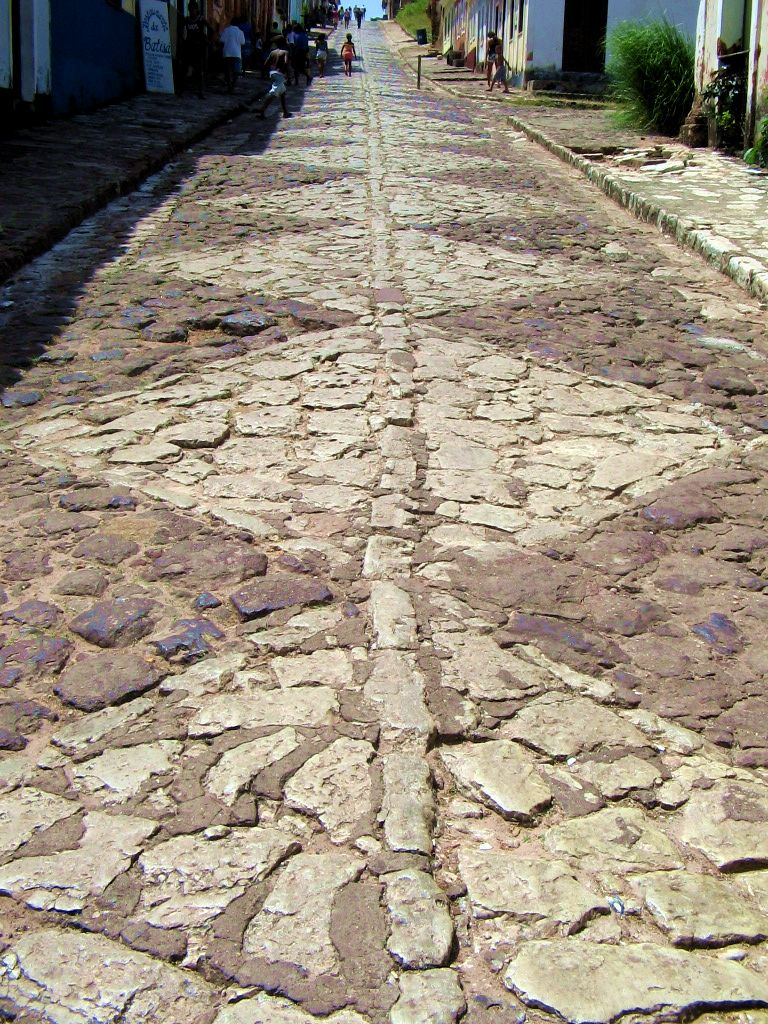
Ladeira do Jacaré e seus desenhos geométricos

A Ladeira do Jacaré ou Rua do Jacaré é um logradouro localizado na cidade de Alcântara, no Maranhão, integrando o conjunto arquitetônico tombado pelo IPHAN, em 1948.
É a principal rua de acesso ao Centro Histórico de Alcântara.
Localizada em uma ladeira que vai até a praia, foi construída com pedras cabeça-de-negro e de cantaria. Tais pedras são chamadas de pedras de jacaré, sendo a preta irregular e rugosa e a de cantaria irregular, polida pelo tempo, sendo encontrada em abundância.
As pedras formam desenhos geométricos e maçônicos pelo chão da rua.
A pedra de cantaria também é utilizada soleiras das portas das casas históricas da referida rua. 

## Porto do Jacaré
Localizado na foz do igarapé Jacaré, o Porto do Jacaré permite a ligação marítima entre a cidade de São Luís e a de Alcântara, a principal forma de acesso à cidade. 
A travessia é realizada em barcos e catamarãs, partindo do Cais da Praia Grande, na Rampa Campos Melo, no Centro de São Luís (próximo ao Palácio dos Leões), em viagens em torno de 1 hora e 20 minutos, com partida conforme a variação da maré.
No passado, Alcântara foi um grande centro exportador de algodão e arroz, o que resultou em uma expansão econômica e no seu conjunto arquitetônico. 
Junto ao antigo ancoradouro em pedra, foi construído um atracadouro flutuante, com a função de se adaptar a forte oscilação das marés no Maranhão (que podem ultrapassar sete metros). 
Na beira do porto, situam-se a Estação Hidroviária de Passageiros e o Centro de Informação Turística.
Em Alcântara, também há o Porto de Cujupe, que atende ao serviço de ferry-boats que saem do Terminal da Ponta da Espera, em São Luís.